# Longtown (Cumbria)
Pour les articles homonymes, voir Longtown.
Longtown est une ville dans l'ouest de Cumbria, au Royaume-Uni. 

## Histoire
Au cours de la Première Guerre mondiale, une usine de cordite, l'HM Factory, Gretna, fut construite. L'usine, d'une grande taille, comprenait 4 sites. Le site numéro I, appelé "Smalmstown", se situait au nord de Longtown.